# A csend zenéje
A csend zenéje (eredeti cím: La musica del silenzio) 2017-ben bemutatott olasz életrajzi filmdráma, amelyet Michael Radford rendezett. A forgatókönyvet Anna Pavignano és Radford írta Andrea Bocelli tenorista 1999-es, azonos című regénye alapján, amelyet gyermekkori élete ihletett egészen karrierje kezdetéig. A főbb szerepekben Toby Sebastian, Luisa Ranieri, Jordi Mollà, Antonio Banderas és Ennio Fantastichini látható.
Olaszországban 2017. szeptember 10-én mutatták be a mozikban. Általánosságban negatív visszajelzéseket kapott a kritikusoktól, és 154 478 dolláros bevételt hozott.

## Cselekmény
Amos Bardi 1958-ban született a toszkán vidéken. Kisgyermekkora óta veleszületett zöld hályogban szenved. Szereti a klasszikus zenét, és tehetséges énekes. Idővel teljesen megvakul, és egy vakok iskolájába kell járnia. Jogi diplomát szerez, miközben rendszeresen klasszikus darabokat ad elő egy zongorabárban. Egy zongorahangoló hozza kapcsolatba a híres énekpedagógussal, a Mesterrel. Ő jelentős támogatást nyújt neki. Bardi nagyon izgatott, amikor felajánlják neki, hogy felléphet Zucchero énekessel. A terv azonban megváltozik, és két évig rádiócsend van, ami arra készteti Bernardit, hogy feladja. Zucchero azonban ismét jelentkezik egy fellépés miatt, ami áttörést jelent Bardi számára. Végül feleségével együtt elindulnak a Sanremói Dalfesztiválra.

## Szereplők
| Szerep          | Színész                 | Magyar hang   |
| --------------- | ----------------------- | ------------- |
| Amos Bardi      | Toby Sebastian          |               |
| Edi             | Luisa Ranieri           |               |
| Sandro          | Jordi Mollà             |               |
| A mester        | Antonio Banderas        | Kőszegi Ákos  |
| Giovanni        | Ennio Fantastichini     | Scherer Péter |
| Katia           | Francesca Prandi        |               |
| Umberto         | Anthony Souter          |               |
| Ellonora        | Nadir Caselli           | Kelemen Kata  |
| Adriano         | Alessandro Sperduti     | Czető Roland  |
| Ettore          | Francesco Salvi         | Bolla Róbert  |
| Mester felesége | Stefania Orsola Garello |               |
| Miss Giamprini  | Antonella Attili        |               |

### Magyar változat
- Magyar szöveg: Liszkay Szilvia
- Szerkesztő: Fábián Noémi
- Hangmérnök és vágó: Kis Pál
- Szinkronrendező: Pócsik Ildikó
- Produkciós vezető: Ambrus Zsuzsa

A szinkront a MAHIR Szinkron Kft. készítette el.

## Forgatás
A filmet Róma, Pisa és Volterra városaiban forgatták – olyan helyszíneken, ahol az operaénekes felnőtt.

## Fogadtatás
A Rotten Tomatoes weboldalon 0%-os értékelést kapott 17 kritika alapján, az átlagos értékelése 4,5 pont a 10-ből. A Metacritic oldalán 25 pontot kapott a 100-ból (5 kritika alapján), ami általánossában „kedvezőtlen kritikát” jelent.